# Ljubomir Dimitrow
Ljubomir Assenow Dimitrow (* 4. August 1930 in Sofia, Bulgarien; † 5. Februar 2001 in Sofia) war ein bulgarischer Schauspieler.

## Leben
1954 schloss Ljubomir Assenow Dimitrow sein Schauspielstudium an der Nationalen Akademie für Theater- und Filmkunst „Krastjo Sarafow“ ab. Während dieser Zeit lernte er die Schauspielerin Emilija Radewa kennen, mit der er nicht nur eine gemeinsame Tochter bekam, sondern auch bis zu seinem Tod verheiratet blieb. Auch stand er mit ihr nicht nur gemeinsam auf der Theaterbühne, er spielte auch in den drei Spielfilmen Legenda za lyubovta (1957), Yuliya Vrevskaya (1978) und Zhivotut si teche tiho... (1988) an ihrer Seite.

## Filmografie (Auswahl)
- 1957: Legenda za lyubovta (Легенда за любовта)
- 1960: Gefahr (В тиха вечер)
- 1961: Keine Chance für Spione (Краят на пътя)
- 1964: Abenteuer um Mitternacht (Приключение в полунощ)
- 1965: Das Vermächtnis des Inka (Заветът на инката)
- 1972: Das Geheimnis der Anden (TV)
- 1975: Es regnet über Santiago (Il pleut sur Santiago)
- 1975: Süß und bitter (Сладко и горчиво)
- 1978: Yuliya Vrevskaya (Юлия Вревска)
- 1981: Der Meister von Bojana (Боянският майстор)
- 1984: Der Damm (Стената)
- 1986: Ufer im Nebel (Мъгливи брегове)
- 1988: Zhivotut si teche tiho… (Животът си тече тихо…)